# Murdo MacLeod
Murdo Davidson MacLeod (Glasgow, 1958. szeptember 24. –) skót válogatott labdarúgó, középpályás és edző. 

## Pályafutása

### Klubcsapatban
1975-ben a Dumbarton csapatában kezdte a pályafutását, ahol három évet töltött. 1978 és 1987 között a Celticben játszott, melynek tagjaként négy bajnoki címet szerzett és két alkalommal megnyerte a skót labdarúgókupát. 1987-től 1990-ig Németországban szerepelt a Borussia Dortmund együttesénél, mellyel 1989-ben német kupát és szuperkupát nyert. 1990 és 1993 között a Hibernian játékosa volt. 1993 és 1995 között a Dumbarton, 1995 és 1997 között a Partick Thistle csapatát erősítette játékosedzőként.

### A válogatottban
1985 és 1991 között 20 alkalommal szerepelt a skót válogatottban és 1 gólt szerzett. Részt vett az 1990-es világbajnokságon, ahol a Svédország és a Brazília elleni csoportmérkőzésen kezdőként lépett pályára.

## Sikerei, díjai
Celtic FC
- Skót bajnok (4): 1978–79, 1980–81, 1981–82, 1985–86
- Skót kupagyőztes (2): 1979–80, 1984–85
- Skót ligakupagyőztes (1): 1982–83

Borussia Dortmund
- Német kupagyőztes (1): 1988–89
- Német szuperkupagyőztes (1): 1989

Hibernian FC
- Skót ligakupagyőztes (1): 1991–92